# Cryptillas
Cryptillas is een monotypisch geslacht van zangvogels uit de familie Macrosphenidae.

## Soorten
Het geslacht kent de volgende soort:
- Cryptillas victorini – Victorins struikzanger